# Unterseeboot 94 (1940)
Pour les articles homonymes, voir Unterseeboot 94.
Le Unterseeboot 94 (ou U-94) est un sous-marin allemand (U-Boot) de type VII.C construit pour la Kriegsmarine pendant la Seconde Guerre mondiale.

## Construction
L'U-94 est issu du programme 1937-1938 pour une nouvelle classe de sous-marins océaniques. Il est de type VII C lancé entre 1936 et 1940. Construit dans les chantiers de Friedrich Krupp Germaniawerft AG à Kiel, la quille du U-94 est posée le 9 septembre 1939 et il est lancé le 12 juin 1940. L'U-94 entre en service deux mois plus tard.

## Historique
À compter du 10 août 1940, l'U-94 sert de sous-marin de formation au sein de la 7. Unterseebootsflottille à Kiel.

Le 1er novembre 1940, l'U-94 devient opérationnel dans la 7. Unterseebootsflottille à Saint-Nazaire.
Il réalise sa première patrouille de guerre, quittant le port de Kiel, le 20 novembre 1940, sous les ordres du Kapitänleutnant Herbert Kuppisch. Après 42 jours en mer et un succès de trois navires marchands pour un total de 18 053 tonneaux, il rejoint la base sous-marine de Lorient le 31 décembre 1940.

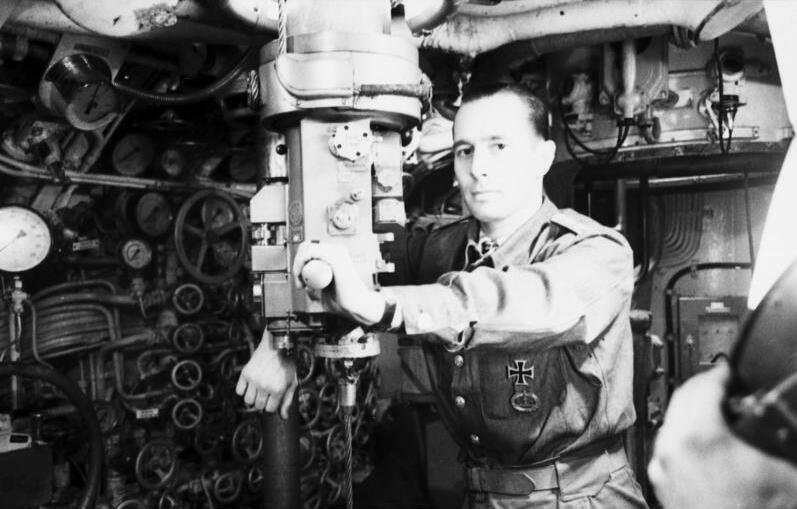
Kuppisch aux commandes de lU-94 à Saint-Nazaire, le 9 juin 1941.

L'Unterseeboot-94 a effectué dix patrouilles, coulant vingt-cinq navires marchands pour un total de 137 394 tonneaux et endommageant deux navires marchands pour un total de 12 480 tonneaux, le tout en 368 jours de mer.
Pour sa dixième patrouille, l'U-94 quitte la base sous-marine de Saint-Nazaire le 5 mars 1942 sous les ordres de l'Oberleutnant zur See Otto Ites. Après vingt-six jours, l'U-94 est coulé le 28 août 1942 dans la Mer des Caraïbes, à la position géographique de 17° 40′ N, 74° 30′ O par des charges de profondeur lancées par un hydravion américain PBY Catalina (VP-92), suivi de l'éperonnage par la corvette canadienne HMCS Oakville. 
Dix-neuf des quarante-cinq sous-mariniers meurent dans cette attaque, qui laisse donc vingt-six rescapés.

## Affectations
- 7. Unterseebootsflottille à Kiel du 10 août au 31 octobre 1940 (entrainement)
- 7. Unterseebootsflottille à Saint-Nazaire du 1er novembre 1940 au 28 août 1942 (service actif)

## Commandement
- Kapitänleutnant Herbert Kuppisch du 10 août 1940 au 29 août 1941
- Oberleutnant zur See Otto Ites du 29 août 1941 au 28 août 1942

## Patrouilles
|       | Commandant              | Départ           | Départ        | Arrivée          | Arrivée       | Jours     | Succès    |
| ----- | ----------------------- | ---------------- | ------------- | ---------------- | ------------- | --------- | --------- |
| 1     | Kptlt. Herbert Kuppisch | 20 novembre 1940 | Kiel          | 31 décembre 1940 | Lorient       | 42 jours  | 18 053    |
| 2     | Kptlt. Herbert Kuppisch | 9 janvier 1941   | Lorient       | 19 février 1941  | Lorient       | 42 jours  | 12 652    |
| 3     | Kptlt. Herbert Kuppisch | 29 mars 1941     | Lorient       | 18 avril 1941    | Lorient       | 21 jours  | 10 994    |
| 4     | Kptlt. Herbert Kuppisch | 29 avril 1941    | Lorient       | 4 juin 1941      | Saint-Nazaire | 37 jours  | 26 767    |
| 5     | Kptlt. Herbert Kuppisch | 12 juillet 1941  | Saint-Nazaire | 16 août 1941     | Saint-Nazaire | 36 jours  |           |
| 6     | Oblt. Otto Ites         | 2 septembre 1941 | Saint-Nazaire | 15 octobre 1941  | Kiel          | 44 jours  | 29 319    |
| 7     | Oblt. Otto Ites         | 12 janvier 1942  | Kiel          | 30 janvier 1942  | Saint-Nazaire | 19 jours  |           |
| 8     | Oblt. Otto Ites         | 12 février 1942  | Saint-Nazaire | 2 avril 1942     | Saint-Nazaire | 50 jours  | 21 809    |
| 9     | Oblt. Otto Ites         | 4 mai 1942       | Saint-Nazaire | 23 juin 1942     | Saint-Nazaire | 51 jours  | 30 280    |
| 10    | Oblt. Otto Ites         | 3 août 1942      | Saint-Nazaire | 28 août 1942     | Coulé         | 26 jours  |           |
| Total | Total                   | Total            | Total         | Total            | Total         | 368 jours | 149 874 t |

Note : Kptlt. = Kapitänleutnant - Oblt.  = Oberleutnant zur See

### Opérations Wolfpack
L'U-94 a opéré avec les Wolfpacks (meutes de loup) durant sa carrière opérationnelle:
- West (8 mai 1941 - 29 mai 1941)
- Süd (22 juillet 1941 - 5 août 1941)
- Seewolf (5 septembre 1941 - 15 septembre 1941)
- Brandenburg (15 septembre 1941 - 29 septembre 1941)
- Robbe (17 janvier 1942 - 24 janvier 1942)
- Hecht (8 mai 1942 - 16 juin 1942)

## Navires coulés
L'Unterseeboot 94 a coulé 25 navires marchands pour un total de 137 394 tonneaux et a endommagé deux navires marchands pour un total de 12 480 tonneaux lors de ses 10 patrouilles (368 jours en mer) qu'il effectua.
| Date              | Nom                | Nationalité     | Tonnage (GRT) | Fait      |
| ----------------- | ------------------ | --------------- | ------------- | --------- |
| 2 décembre 1940   | Stirlingshire      | Grande-Bretagne | 6 022         | Coulé     |
| 2 décembre 1940   | Wilhelmina         | Grande-Bretagne | 6 725         | Coulé     |
| 11 décembre 1940  | Empire Statesman   | Grande-Bretagne | 5 306         | Coulé     |
| 20 janvier 1941   | Florian            | Grande-Bretagne | 3 174         | Coulé     |
| 29 janvier 1941   | West Wales         | Grande-Bretagne | 4 353         | Coulé     |
| 30 janvier 1941   | Rushpool           | Grande-Bretagne | 5 125         | Coulé     |
| 4 avril 1941      | Harbledown         | Grande-Bretagne | 5 414         | Coulé     |
| 6 avril 1941      | Lincoln Ellsworth  | Norvège         | 5 580         | Coulé     |
| 7 mai 1941        | Ixon               | Grande-Bretagne | 10 263        | Coulé     |
| 7 mai 1941        | Eastern Star       | Norvège         | 5 658         | Coulé     |
| 20 mai 1941       | John P. Pedersen   | Norvège         | 6 128         | Coulé     |
| 20 mai 1941       | Norman Monarch     | Grande-Bretagne | 4 718         | Coulé     |
| 15 septembre 1941 | Newbury            | Grande-Bretagne | 5 102         | Coulé     |
| 15 septembre 1941 | Pegasus            | Grèce           | 5 762         | Coulé     |
| 15 septembre 1941 | Empire Eland       | Grande-Bretagne | 5 613         | Coulé     |
| 1er octobre 1941  | San Florentino     | Grande-Bretagne | 12 842        | Coulé     |
| 24 février 1942   | Empire Hail        | Grande-Bretagne | 7 005         | Coulé     |
| 9 mars 1942       | Cayrǘ              | Brésil          | 5 152         | Coulé     |
| 11 mars 1942      | Hvoslef            | Norvège         | 1 630         | Coulé     |
| 25 mars 1942      | Imperial Transport | Grande-Bretagne | 8 022         | Endommagé |
| 12 mai 1942       | Cocle              | Panama          | 5 630         | Coulé     |
| 13 mai 1942       | Tolken             | Suède           | 4 471         | Coulé     |
| 13 mai 1942       | Batna              | Grande-Bretagne | 4 399         | Coulé     |
| 5 juin 1942       | Maria da Glória *  | Portugal        | 320           | Coulé     |
| 10 juin 1942      | Ramsay             | Grande-Bretagne | 4 855         | Coulé     |
| 10 juin 1942      | Empire Clough      | Grande-Bretagne | 6 147         | Coulé     |
| 11 juin 1942      | Pontypridd         | Grande-Bretagne | 4 458         | Endommagé |

* navire à voile